# Noorbeemden & Hoogbos
Noorbeemden & Hoogbos este o arie protejată (arie specială de conservare — SAC, sit de importanță comunitară — SCI) din Țările de Jos întinsă pe o suprafață de 55 ha, integral pe uscat.

## Localizare
Centrul sitului Noorbeemden & Hoogbos este situat la coordonatele 50°46′05″N 5°48′04″E / 50.7681°N 5.801°E.

## Înființare
Situl Noorbeemden & Hoogbos a fost declarat sit de importanță comunitară în august 2002 pentru a proteja 1 specie de animale. Situl a fost protejat și ca arie specială de conservare în iunie 2013.

## Biodiversitate
Situată în ecoregiunea atlantică, aria protejată conține 3 habitate naturale: Izvoare petrifiante cu formare de travertin (Cratoneurion), Păduri de stejar sau de stejar și carpen sub-atlantice și medio-europene de Carpinion betuli, Păduri aluvionare cu Alnus glutinosa și Fraxinus excelsior (Alno-Padion, Alnion incanae, Salicion albae).
La baza desemnării sitului se află o specie protejată de  nevertebrate: rădașcă (Lucanus cervus).